# Torres de Serranos
Las Torres de Serrano o Puerta de Serranos son una de las dos puertas fortificadas de la muralla medieval de Valencia (España) que aún permanecen en pie. El conjunto está formado por dos torres poligonales unidas por un cuerpo central, donde se abre la puerta propiamente dicha, rematada en arco de medio punto. Es Bien de Interés Cultural desde 1931.

## Origen del nombre
El nombre de la puerta parece provenir de su situación, al noreste del casco antiguo, como entrada natural que comunicaba con los caminos que iban a la comarca de Los Serranos (el camino real de Zaragoza, que confluía en este punto también con el camino real de Barcelona). Otra teoría supone que pudo tomar el nombre de la principal familia que habitaba la calle homónima.

## Historia de las Torres de Serranos

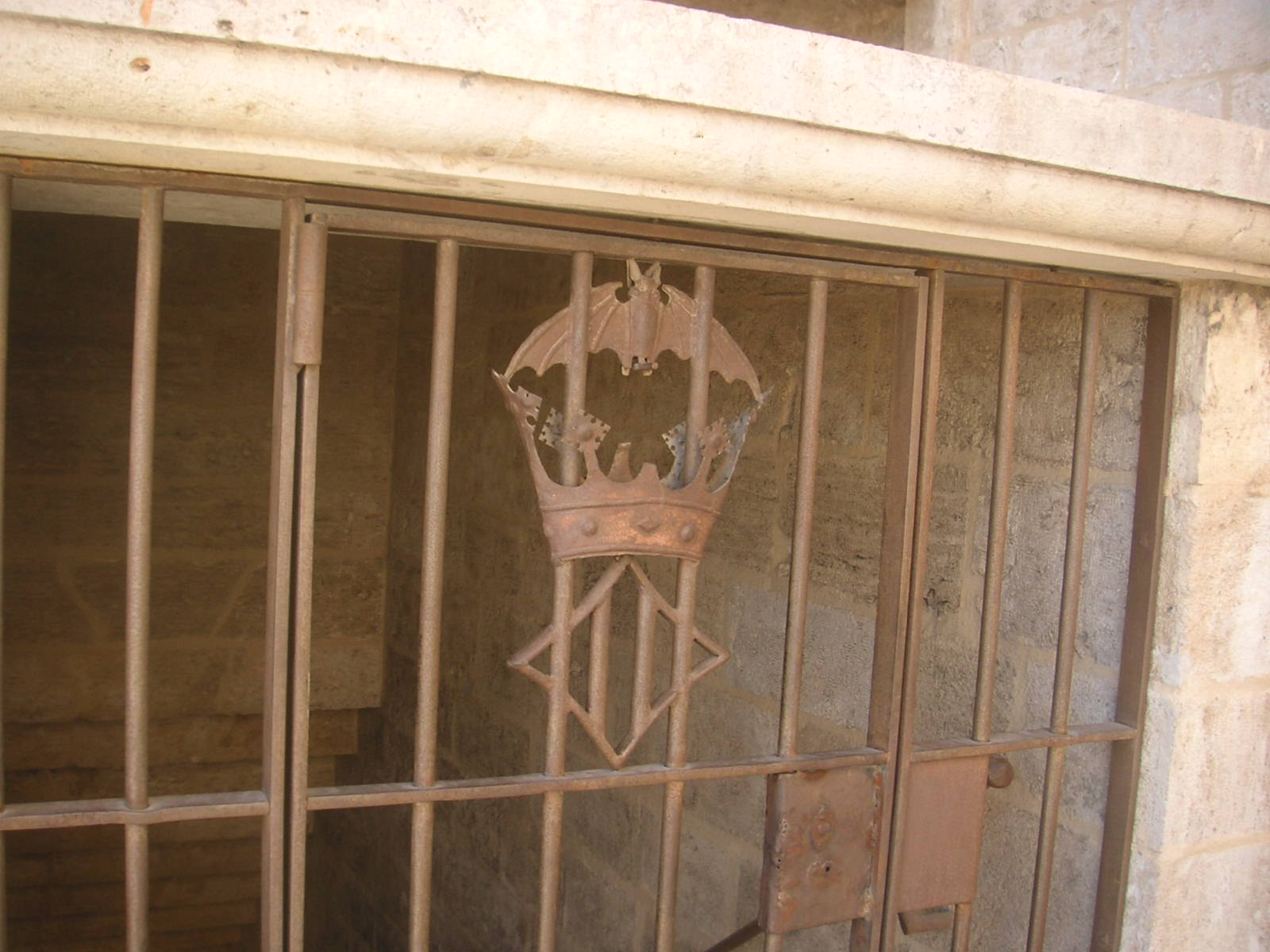
Escudo de Valencia con la corona del reino y el rat penat o murciélago, en una de las rejas de las escaleras interiores.

Esta puerta sustituye a la Bab al-Qantara (puerta del puente) que formaba parte de la muralla del siglo XI y que se encontraba en la misma zona en la plaza de los Fueros.
Los jurados de Valencia encomendaron la construcción de las torres al maestro Pere Balaguer, quien se inspiró en otras puertas góticas, con torres poligonales, como la Puerta Real del monasterio de Poblet, con influencia del estilo arquitectónico genovés, o la puerta de San Miguel de Morella.
Comenzaron las obras el 6 de abril de 1392 sobre los terrenos del anterior pórtico. En 1397, casi terminadas las obras, se planteó la necesidad de mejorar el acceso a la planta noble de las torres. Por eso se proyectó la monumental escalinata de piedra, que agrandó el edificio y facilitó su uso en las fiestas de bienvenida. El 19 de marzo de 1398 finalizaron las obras.
Su uso principal durante mucho tiempo fue servir de defensa en cualquier asedio o eventual ataque a la ciudad, pero más generalmente se utilizaba para ceremonias y entradas oficiales de embajadores y de reyes, y se la consideraba (y aún se la considera) como la entrada principal de la ciudad.
En 1586, después del incendio de la ciudad, las torres se reconvirtieron en prisión de nobles y caballeros. En el siglo XVIII se construyó una edificación adosada a las torres y a la muralla, que a su vez se rodeó con una reja. Los presos fueron trasladados al convento de San Agustín en 1887.
A partir de ese momento tuvo diversas utilidades hasta la actualidad, como servir ahora de museo o para diversos actos.
Sus usos como prisión hicieron que sobrevivieran al desmantelamiento de la muralla, ordenado por Cirilo Amorós, gobernador civil de Valencia, pero también maltrataron el edificio, especialmente en su estructura interior. Así, se cegaron sus grandes arcadas abiertas al interior y se perforó el muro exterior por diversas ventanas, al tiempo que desaparecía la barbacana almenada que las coronaba. En 1871, el Ayuntamiento decidió rellenar el foso situado ante las puertas. El recubrimiento acabó por afectar también al basamento, todo lo cual afectó negativamente al aspecto del edificio.
Entre 1893 y 1914, la Real Academia de San Carlos llevó a cabo una restauración dirigida por el escultor y académico José Aixá.
Durante la guerra civil española sirvieron como depósito de las obras evacuadas del Museo del Prado, tras realizarse una necesaria adaptación para tal fin. En este sentido, en diciembre de 1936 se construyó una bóveda de hormigón armado de 90 cm de grosor sobre el suelo del primer piso destinada a evitar que las obras de arte, alojadas en el piso más bajo, sufrieran daños en caso de bombardeo y derrumbe del edificio. Sobre esta bóveda se acumuló un metro de cáscara de arroz (destinada a actuar como amortiguador) y, sobre ella, un metro de tierra. En el segundo piso se acumuló otro metro de tierra y la terraza fue cubierta con sacos terreros. Además se instaló un sistema automático de control de la humedad y de la temperatura. Todo ello realizado siguiendo el proyecto, y bajo la dirección, del arquitecto de la Junta Central de Salvamento del Tesoro Artístico, José Lino Vaamonde.
En el año 2000 se limpió la piedra y la puerta quedó con su aspecto actual.
En la actualidad[¿desde cuándo?] las torres se pueden visitar y subir a lo alto, desde donde se tiene una vista formidable de Valencia. La Puerta de Serranos se utiliza para varios actos de la ciudad. El más característico es la crida o llamada de la fiesta de las Fallas. El último domingo del mes de febrero, la fallera mayor proclama a los valencianos y falleros que ya están en Fallas, desde una tribuna levantada delante de la fachada exterior. Seguidamente se canta el Himno de la Comunidad Valenciana.

## Estructura y estilo

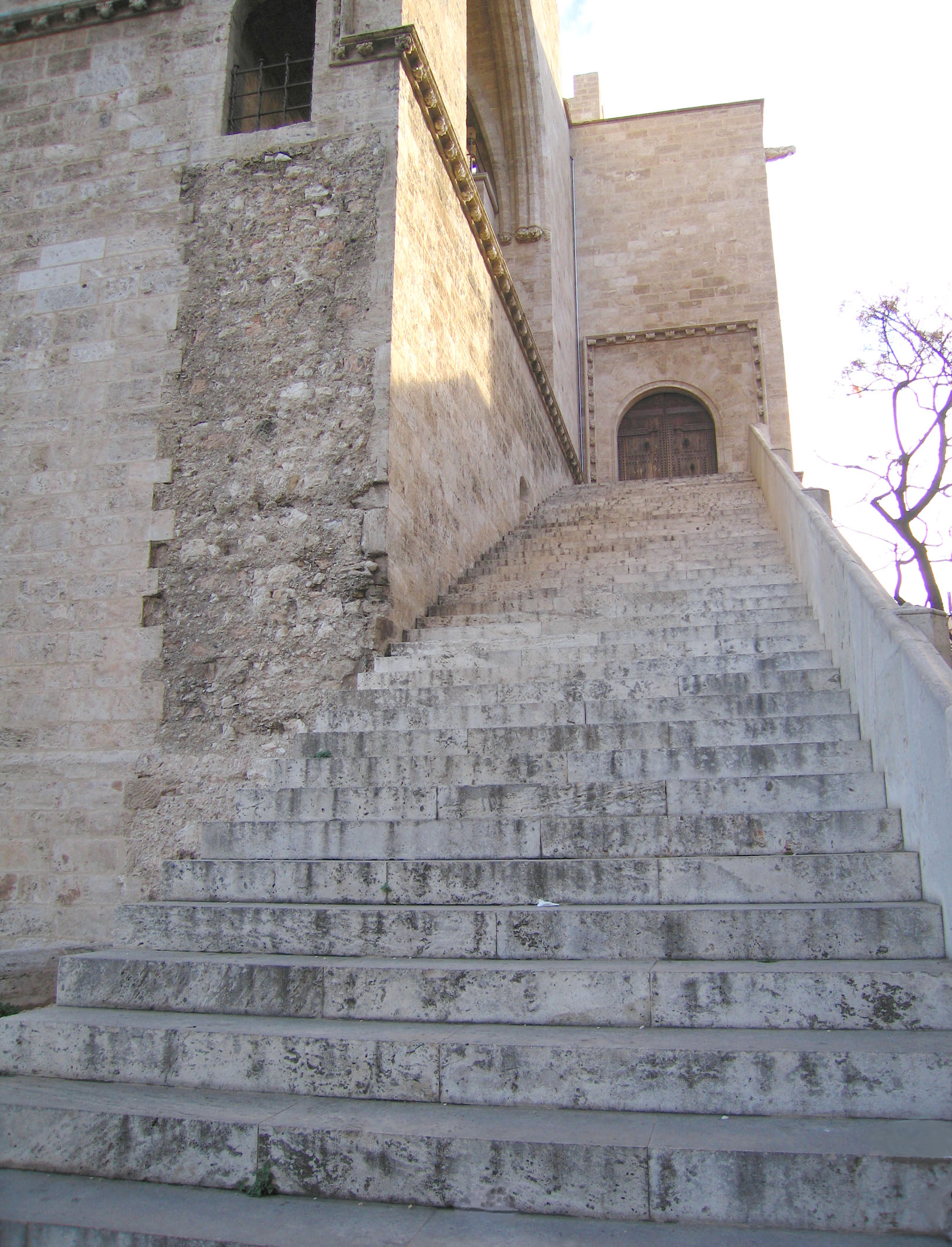
Escalera de acceso a la planta superior del cuerpo central. A la izquierda se observa, en mampostería, el inicio de la antigua muralla. La puerta que da al vacío conectaba con las murallas hasta que fueron derribadas.

En las Torres de Serranos, la composición del grueso de los muros es de mampostería muy sólida, ya que su función principal era la de servir de fortificación. Posteriormente se revistió de paramentos de sillería de piedra caliza, procedente principalmente de Alginet, para darle el acabado suntuoso que requería la otra función de carácter representativo.
La puerta fortificada se compone de un cuerpo central y dos torres, siendo el conjunto casi simétrico; salvo por la presencia de la escalera de acceso a la planta alta del cuerpo central que viene por la parte posterior de la torre occidental. El cuerpo central es donde se encuentra la puerta propiamente dicha. Tiene dos pisos de altura y base rectangular. El piso inferior presenta un arco de 5 metros de anchura por seis y medio de altura, que podía cerrarse mediante un rastrillo. El piso superior albergaba dicho rastrillo, espacio de servicio y el tránsito de comunicación entre las torres laterales. Desde dicha planta superior es perfectamente visible la inferior. La parte frontal de este cuerpo central se encuentra decorada con arquerías ciegas del estilo gótico florido, labradas en piedra, y por debajo de estas figura el escudo real flanqueado por dos escudos de la ciudad.
Las torres presentan una planta rectangular biselada, de forma que aparezca poligonal desde el exterior de la ciudad. En esto se distingue de las Torres de Quart, que son cilíndricas. Cada una de las torres se compone de tres plantas. Las dos plantas superiores se abren por el lado que recae a la ciudad mediante grandes arcadas. Esta característica también se da en las Torres de Quart, circunstancia que Sanchis Guarner atribuye a que así no podían utilizarse contra la ciudad por una fuerza atacante que las ocupara.
La planta baja presenta grandes estancias abovedadas con nervaturas góticas. Se accede a ellas mediante unas puertas practicadas en el lado sur de ambas torres. Las estancias de ambas plantas superiores también se cubren de la misma manera, si bien están abiertas como ya se ha dicho hacia el lado de la ciudad. En el piso intermedio se conservan las puertas de acceso a las murallas, que al derribarse estas daban al vacío y se cerraron mediante rejas de hierro. Por el exterior, a un tercio de la altura de las torres destaca una imposta moldurada. Y a dos tercios se encuentra el camino de ronda, que se apoya en pequeñas bovedillas apoyadas en canes escalonados. La parte superior de ambas torres presenta terrazas rodeadas de almenas.